# اکسی‌هگزافلورید زنون
اکسی‌هگزافلورید زنون (به انگلیسی: Xenon oxytetrafluoride) با فرمول شیمیایی XeOF۴ یک ترکیب شیمیایی است. که جرم مولی آن 223.23 g/mol می‌باشد. شکل ظاهری این ترکیب، مایع بی‌رنگ است.